# Michael Levitt
Michael Levitt (Pretòria, Sud-àfrica; 9 de maig de 1947) és un físic i biofísic sud-africà (nacionalitzat nord-americà, britànic i israelià). En 2013, va rebre el Premi Nobel de Química juntament amb Arieh Warshel i Martin Karplus pel desenvolupament de models i programes informàtics que permeten entendre i predir el comportament de complexos processos químics.
Ha estat Catedràtic de Biologia estructural en la Universitat Stanford de Califòrnia des de 1987.
Entre els seus estudiants hi ha professors coneguts com Steven Brenner, Cyrus Chothia, Valerie Daggett, Mark Gerstein, Julian Gough Ram, Gunnar Schroder, Gaurav Chopra, Peter Minary, Abraham Olivier Samson, Xuhui Huang i altres.